# چاه آبی اسدی‌نیا
چاه آبی اسدی‌نیا یک منطقهٔ مسکونی در ایران است که در دهستان سرخه واقع شده‌است.